# لوري سكوت
لوري سكوت (بالإنجليزية: Laurie Scott)‏ (23 أبريل 1917 بشفيلد في المملكة المتحدة - 7 يوليو 1999 ببارنسلي في المملكة المتحدة) هو مدرب كرة قدم ولاعب كرة قدم بريطاني في مركز الظهير، شارك في كأس العالم 1950. وشارك مع منتخب إنجلترا لكرة القدم الرديف ومنتخب إنجلترا لكرة القدم. أما مع النوادي، فقد لعب مع برادفورد سيتي وكريستال بالاس ونادي أرسنال.

## مسيرته الكروية
لعب لوري سكوت خلال مسيرته الاحترافية مع 3 أندية في ثلاثة عشر موسمًا ولم يسجل خلالها أي هدف ضمن 182 مباراة. حيث فاز في موسم واحد بالكأس وفي موسمين بالدوري.
خاض لوري سكوت مسيرته مع نادي برادفورد سيتي في موسم 1935–36 ولمدة موسمين، مشاركًا في 39 مباراة ولم يسجل أي هدف. ثم انتقل إلى نادي أرسنال في موسم 1937–38 ليلعب معه تسعة مواسم، حيث شارك في 115 مباراة ولم يسجل أي هدف أيضًا. لينتقل بعدها إلى نادي كريستال بالاس في موسم 1951–52 ولمدة موسمين، مشاركًا في 28 مباراة ولم يسجل أي هدف أيضًا.

## وصلات خارجية
- لوري سكوت على موقع قاعدة بيانات كرة القدم.إي يو (الإنجليزية)
- لوري سكوت على موقع ناشيونال فوتبول تيمز (الإنجليزية)
- لوري سكوت على موقع Soccerway.com (الإنجليزية)
- لوري سكوت على موقع عالم كرة القدم.نت (الإنجليزية)